# Зелёные яйца и ветчина (мультсериал)
«Зелёные яйца и ветчина» (англ. Green Eggs and Ham) — американский анимационный телесериал, основанный на одноимённом произведении Доктора Сьюза.
Премьера первого сезона состоялась 8 ноября 2019 года на Netflix. Сериал получил положительные отзывы критиков за его юмор, сюжет, анимацию и озвучивание. В декабре 2019 года сериал был продлён на второй сезон с подзаголовком «Добавка», премьера которого состоялась на Netflix 8 апреля 2022 года. 8 октября 2022 года Джаред Стерн объявил, что мультсериал не будет продлён на третий сезон.

## Сюжет
Сэм-Это-Я похищает из зоопарка редкого зверя кураффа, чтобы выпустить его в естественную среду обитания. После того, как Сэм случайно перепутал свой чемодан, в котором держал зверя, с чемоданом изобретателя-неудачника Чувака-Ли-Я (в первоисточнике у него не было имени), они продолжают свой путь вместе. Их преследуют алчный бизнесмен мистер Снёрж, желающий заполучить кураффа себе в коллекцию, загадочные «Н.Е.Г.О.Д.Я.И.» МакВинкль и Гланц, которые хотят доставить зверя своему боссу, и охотник за головами Козёл, нанятый Снёржем.

## Роли озвучивали
- Майкл Дуглас — Чувак-Ли-Я, изобретатель-неудачник, который ненавидит зелёные яйца и ветчину, хотя никогда их не пробовал. Со временем он становится лучшим другом Сэма, мужем Мишель и отчимом Иби.
- Адам Дивайн — Сэм-Это-Я, оптимистичный любитель зелёных яиц и ветчины, лучший друг Чувака.
- Киган-Майкл Кей — рассказчик.
- Дайан Китон — Мишель, гиперопекающая мать Иби, жена Чувака.
- Илана Глейзер — Иби (Иланабет), дочь Мишель.

### 1 сезон (2019)
- Эдди Иззард — мистер Гервник З. Снёрж, алчный бизнесмен, желающий схватить курафа.
  - Роб Полсен — Снёрж в детстве.
- Джеффри Райт — МакВинкль, серьёзный член команды «Н.Е.Г.О.Д.Я.И.». Несмотря на свой строгий внешний вид, сильно заботится о животных и защищает их (название организации «Н.Е.Г.О.Д.Я.И.» — это аббревиатура, которая расшифровывается как «Некоммерческая Государственная Охрана Диких Ящеров и Зверей»).
- Джиллиан Белл — Гланц, оптимистичная напарница МакВинкля. Персонаж также появляется во втором сезоне в качестве полноценного агента.
- Джон Туртурро — Козёл, безжалостный охотник за головами, нанятый мистером Снёржем. Разговаривает с испанским акцентом.
- Ди Брэдли Бейкер — Мистер Дженкинс (в титрах указан как «Курафф»), энергичный курафф, которого защищают Сэм и Чувак. Имя Мистер Дженкинс ему дала Иби.
- Фред Таташор — Человек-Да, ассистент Снёржа.
- Трейси Морган — Майкл (в титрах указан как «Лис»), эксцентричный лис, страдающий зависимостью от зелёных яиц и влюблённый в зелёную курицу по имени Сандра.
- Дэвид Диггс — Сквики (в титрах указан как «Мышь»), мышь, отбывающая срок в тюрьме за кражу сыра из продовольственного магазина. Является пародией на персонажа Жана Вальжана из романа «Отверженные». Разговаривает с французским акцентом, однако из-за его размера никто этого не слышит.
- Билли Айкнер — капитан Уолтер Бигман, начальник МакВинкля и Гланц.
- Дэвид Кей, Ника Футтерман, Кит Фергюсон — крони.

### 2 сезон (2022)
- Патриша Кларксон — Пэм-Это-Я, мать Сэма.
- Даррен Крисс — Лука Ба-Дука, сын дурцога Юкии.
- Рита Морено — Дурцогиня Зукии.
- Гектор Элизондо — Дурцог Юкии.
- Роб Брайдон — Филипп Брюкс / Снальфред.
- Хосе Андрес — Сильвестр ван Вестер.
- Гвендолин Кристи — Мэрилин Блузони.
- Кевин Майкл Ричардсон — Гобо.
- Джеймс Марсден — Бо
- Маркес Рэй — смотритель Чувака.

## Производство

### Разработка
29 апреля 2015 года Netflix объявил о начале работы над сериалом из тринадцати эпизодов. Тогда же Deadline Hollywood сообщил, что работа над проектом займёт три года, и ожидается, что это будет самая высокобюджетная телепрограмма, поскольку бюджет каждого эпизода составляет от пяти до шести миллионов долларов. В производстве участвовали такие компании, как Warner Bros. Animation, A Very Good Production, A Stern Talking To и Gulfstream Television. Изначально премьера должна была состояться осенью 2018 года, однако позднее была перенесена на год вперёд. 20 декабря 2019 года Netflix продлил сериал на второй сезон, который состоит из десяти эпизодов и является адаптацией «Хроники бутербродной войны», другого произведения Доктора Сьюза.

### Подбор актёров
19 февраля 2019 года стало известно, что основных персонажей озвучат Адам Дивайн и Майкл Дуглас, а Дайан Китон, Илана Глейзер, Эдди Иззард, Трейси Морган, Дэвид Диггс, Джон Туртурро, Джеффри Райт и Джиллиан Белл исполнят роли второго плана.

## Эпизоды
| Сезон | Серии | Серии | Даты показа   | Даты показа   |
| ----- | ----- | ----- | ------------- | ------------- |
| 1     | 13    | 13    | 8 ноября 2019 | 8 ноября 2019 |
| 2     | 10    | 10    | 8 апреля 2022 | 8 апреля 2022 |

### Сезон 1 (2019)
| № общий | № в сезоне | Название           | Режиссёр     | Автор сценария  | Дата премьеры |
| --- | ---------- | ------------------ | ------------ | --------------- | ------------- |
| 1 | 1          | «Здесь» «Here»     | Лоуренс Гонг | Джаред Стерн    | 8 ноября 2019 |
| Из Бякабургского зоопарка пропадает редкий курафф. Сэм и Чувак случайно встречаются в закусочной: вместе им предстоит пережить череду необыкновенных приключений. |            |                    |              |                 |               |
| 2 | 2          | «Машина» «Car»     | Пьеро Пилузо | Джон Уиттингтон | 8 ноября 2019 |
| Чувак приходит, чтобы вернуть Сэму чемодан, и видит, что у него гости. А где-то далеко мама с дочкой осторожно начинают долгий путь через пустыню.                |            |                    |              |                 |               |
| 3 | 3          | «Поезд» «Train»    | Лоуренс Гонг | Марк Риззо      | 8 ноября 2019 |
| С Негодяями на хвосте Сэм и Чувак садятся в поезд до Как-его-града, где встречают осторожную Мишель, которая работает бобосчётом, и ее отчаянную дочурку Иби.     |            |                    |              |                 |               |
| 4 | 4          | «Лис» «Fox»        | Пьеро Пилузо | Ванесса Макджи  | 8 ноября 2019 |
| Свернув с маршрута, чтобы покормить кураффа, Чувак и Сэм встречают лиса, который обожает яйца, но старается побороть свое пристрастие.                            |            |                    |              |                 |               |
| 5 | 5          | «Темнота» «Dark»   | Лоуренс Гонг | Джаред Стерн    | 8 ноября 2019 |
| В поисках ночлега троица оказывается на свалке. Но Чувак видит в этом лишь один плюс: для изобретателя там полно материалов.                                      |            |                    |              |                 |               |
| 6 | 6          | «Коробка» «Box»    | Пьеро Пилузо | Марк Риззо      | 8 ноября 2019 |
| На улицах Принц-Пазукла паника: жители узнали, что в городе курафф. Но пышный карнавал помогает забыть обо всех невзгодах.                                        |            |                    |              |                 |               |
| 7 | 7          | «Мышь» «Mouse»     | Лоуренс Гонг | Марк Риззо      | 8 ноября 2019 |
| В Северном Швизелтоне Сэм и Чувак попадают за решетку, но на помощь им приходит поющий грызун.                                                                    |            |                    |              |                 |               |
| 8 | 8          | «Дождь» «Rain»     | Пьеро Пилузо | Ванесса Макджи  | 8 ноября 2019 |
| Чтобы укрыться от Негодяев и ненастья, Сэм и его друзья проводят ночь в одном вагоне с Мишель, но начинаются неприятности. Снёрж нанимает помощника.              |            |                    |              |                 |               |
| 9 | 9          | «Козёл» «Goat»     | Пьеро Пилузо | Джон Уиттингтон | 8 ноября 2019 |
| Чувак и Сэм покоряют новые высоты, а наемник Снёржа гонится за ними по утесу. Негодяи хоть и отстали, но точно не сдались.                                        |            |                    |              |                 |               |
| 10 | 10         | «Дом» «House»      | Лоуренс Гонг | Джаред Стерн    | 8 ноября 2019 |
| Беглецы останавливаются в Дымоходске, где Сэм знакомится с семьей Чувака и узнает поразительную тайну.                                                            |            |                    |              |                 |               |
| 11 | 11         | «Судно» «Boat»     | Лоуренс Гонг | Ванесса Макджи  | 8 ноября 2019 |
| Чувак собирается позавтракать, но врываются Негодяи и говорят ему правду о своей миссии. А под водой все становится гораздо интереснее.                           |            |                    |              |                 |               |
| 12 | 12         | «Там» «There»      | Пьеро Пилузо | Марк Риззо      | 8 ноября 2019 |
| После заварушки на пристани Чувак попадает в ловушку и понимает, что его обманули. Мишель показывает дочке Как-его-град.                                          |            |                    |              |                 |               |
| 13 | 13         | «Везде» «Anywhere» | Лоуренс Гонг | Джаред Стерн    | 8 ноября 2019 |
| Снёрж-торжество оборачивается неожиданно счастливым финалом… А кое-кто совершает поступок, на который способен только настоящий друг.                             |            |                    |              |                 |               |

### Сезон 2: Добавка (2022)
| № общий | № в сезоне | Название                                                                       | Режиссёр       | Автор сценария                                           | Дата премьеры |
| ------- | ---------- | ------------------------------------------------------------------------------ | -------------- | -------------------------------------------------------- | ------------- |
| 14      | 1          | «Идентификация мамы» «The Mom Identity»                                        | Пьеро Пилузо   | Джаред Стерн и Джон Уиттингтон                           | 8 апреля 2022 |
| 15      | 2          | «Мама, выйди вон!» «Tinker Tailor Mother Spy»                                  | Брэдли Рэймонд | Марк Риззо                                               | 8 апреля 2022 |
| 16      | 3          | «Чувак 007» «Goldenguy»                                                        | Пьеро Пилузо   | Брайан Шахтер                                            | 8 апреля 2022 |
| 17      | 4          | «Три дня мамы» «Three Days of the Mom-dor»                                     | Брэдли Рэймонд | Кэти Гринуэй и Кейт Тулин                                | 8 апреля 2022 |
| 18      | 5          | «Юкии с любовью» «To Yookia With Love»                                         | Пьеро Пилузо   | Джаред Стерн                                             | 8 апреля 2022 |
| 19      | 6          | «Бываешь мамой только дважды» «You Only Mom Twice»                             | Брэдли Рэймонд | Джон Уиттингтон                                          | 8 апреля 2022 |
| 20      | 7          | «Координаты «Чувак»» «Guyfall»                                                 | Пьеро Пилузо   | Кэти Гринуэй и Брайан Шахтер                             | 8 апреля 2022 |
| 21      | 8          | «Сэм, пришедший с холода» «The Sam Who Came in From the Cold»                  | Брэдли Рэймонд | Марк Риззо и Кейт Тулин                                  | 8 апреля 2022 |
| 22      | 9          | «На секретной службе Её высочества Дурцогини» «On Her Dookess' Secret Service» | Пьеро Пилузо   | Марк Риззо, Брайан Шахтер и Кэти Тулин                   | 8 апреля 2022 |
| 23      | 10         | «Мама, которая меня любила» «The Mom Who Loved Me»                             | Брэдли Рэймонд | Кэти Гринуэй, Марк Риззо, Джаред Стерн и Джон Уиттингтон | 8 апреля 2022 |

## Приём

### Критика и отзывы
Мультсериал получил положительные отзывы. На Rotten Tomatoes первый сезон имеет рейтинг одобрения 100% и средний рейтинг 8,5/10 на основе 8 рецензий. Критический консенсус веб-сайта гласит: «От юмора до анимации — всё прекрасно в этой адаптации. Придутся по вкусу вам наверняка и яйца зелёные, и ветчина». Metacritic присвоил первому сезону мультсериала  89 баллов из 100 на основе 4 рецензий, что означает «всеобщее признание».

### Награды
В 2020 году сериал получил дневную премию «Эмми» за выдающийся актёрский состав для мультсериала или специальный выпуск.

## Выход на видео
Первый сезон был выпущен на DVD 1 декабря 2020 года компанией Warner Bros. Home Entertainment.

## Комментарии
1. ↑  Оригинальное название эпизода — отсылка к названию фильма «Идентификация Борна» (2002).
2. ↑  Оригинальное название эпизода — отсылка к названию фильма «Шпион, выйди вон!» (2011).
3. ↑  Оригинальное название эпизода — отсылка к названию фильма «Золотой глаз» (1995).
4. ↑  Оригинальное название эпизода — отсылка к названию фильма «Три дня Кондора» (1975).
5. ↑  Оригинальное название эпизода — отсылка к названию фильма «Римские приключения» (2012).
6. ↑  Оригинальное название эпизода — отсылка к названию фильма «Живёшь только дважды» (1967).
7. ↑  Оригинальное название эпизода — отсылка к названию фильма «007: Координаты „Скайфолл“» (2012).
8. ↑  Оригинальное название эпизода — отсылка к названию фильма «Шпион, пришедший с холода» (1965).
9. ↑  Оригинальное название эпизода — отсылка к названию фильма «На секретной службе Её Величества» (1969).
10. ↑  Оригинальное название эпизода — отсылка к названию фильма «Шпион, который меня любил» (1977).